# Мехрангіз Довлатшахі
Мехрангіз Довлатшахі (перс. مهرانگیز دولتشاهی; 13 грудня 1919, Ісфаган, Каджарський Іран — 11 жовтня 2008, Париж
, Франція) — іранська громадська і політична діячка, займала значні пости, зокрема посаду посла Ірану в Данії в епоху Пахлаві. Вона також була депутатом іранського парламенту протягом трьох термінів.

## Рання біографія та освіта
Мехрангіз Довлатшахі народилася в Ісфагані 13 грудня 1919 року в родині великих землевласників, які мали володіння в Керманшасі. Вона була дочкою Мохаммада Алі Мірзи «Мешкута аль-Довлеха», члена Меджлісу і землевласника, і членом династії Каджарів. Її матір'ю була Ахтар ол-Мульк, дочка Хідаята Кулі-хана. У Мехрангіз була двоюрідна сестра Есмет Довлатшахі, четверта дружина шаха Рези Пахлаві.
Мехрангіз навчалася в Німеччині, де отримала ступінь бакалавра в Берлінському університеті. Вона здобула ступінь доктора соціальних і політичних наук в Гейдельберзькому університеті.

## Кар'єра
Довлатшахі працювала в організації соціального обслуговування та організації підтримки ув'язнених. Вона заснувала товариство «Рах-е Але» («Новий шлях»), яке пізніше стало частиною Міжнародного жіночого синдикату[прояснити]. Товариство пропонувало жінкам навчальні курси і виступало за рівні права для них. Вона також запустила програми з навчання грамоти дорослих у південному Тегерані. 1951 року вона і активістка Сафеє Фіруз зустрілися з шахом Мохаммедом Резою Пахлаві, щоб обговорити виборчі права жінок в Ірані. Довлатшахі була директором Консультативного комітету з міжнародних справ жіночої організації Ірану (WOI). 1973 року її призначили президентом Міжнародної ради жінок, і термін її повноважень на цій посаді закінчився 1976 року.
Мехрангіз Довлатшахі була депутатом Меджлісу від 1963 до 1975 рік і стала першою жінкою в цьому політичному органі. Вона представляла Керманшах у Меджлісі протягом трьох термінів. Довлатшахі зробила значний внесок у розробку закону «Про захист сім'ї» 1967 року і в його розширення 1974 року. Вона також займала посаду першого міністра у справах жінок. Довлатшахі також була першою жінкою-послом шахського Ірану в Данії; на цю посаду вона була призначена 1975 року.

## Останні роки і смерть
Коли в Ірані сталася революція 1979 року, Мехрангіз Довлатшахі була послом Ірану в Данії. Вона виїхала з країни і оселилася в Парижі. 2002 року Довлатшахі опублікувала книжку під назвою «Суспільство, уряд та жіночий рух Ірану».
Померла Мехрангіз Довлатшахі в Парижі у жовтні 2008 року.

## Нагороди та почесні звання
- Великий хрест ордена Данеброг (14 лютого 1979)[2]

У 1997 році Довлатшахі була названа жінкою року Фондом іранських жіночих досліджень в США.